# Ра-Безенбек
Ра-Безенбек (нем. Raa-Besenbek) — община в Германии, в земле Шлезвиг-Гольштейн. 
Входит в состав района Пиннеберг. Подчиняется управлению Эльмсхорн-Ланд.  Население составляет 559 человек (на 31 декабря 2010 года). Занимает площадь 12,98 км².